# Feels So Good (Van Halen)
Feels So Good è un singolo del gruppo musicale statunitense Van Halen, pubblicato nel 1989 ed estratto dall'album OU812.

## Tracce
7" Single Warner Bros. 7-27565
1. Black and Blue (Remix/Edit) – 3:59
2. Sucker in a 3 Piece – 5:52

12" Single Warner Bros. 921 176-0
1. Black and Blue (Remix/Edit) – 3:59
2. Sucker in a 3 Piece – 5:52
3. Best of Both Worlds (Live) – 6:16

## Formazione
- Sammy Hagar – voce
- Eddie van Halen – chitarra, tastiere, cori
- Michael Anthony – basso, cori
- Alex van Halen – batteria

## Classifiche
| Classifica (1989)             | Posizione massima |
| ----------------------------- | ----------------- |
| Regno Unito                   | 63                |
| Stati Uniti                   | 35                |
| Stati Uniti (mainstream rock) | 6                 |